# Novovanilina
Novovanilina (3-etoxi-2-hidroxibenzaldeído ou orto-etilvanilina) é um composto orgânico com a fórmula C9H10O3. É um derivado substituído do benzaldeído com um grupo hidroxila e um grupo etóxi adicional. O grupo hidroxila neste composto, como na orto-vanilina, situado na posição orto em relação ao grupo aldeído. Na etilvanilina estes dois grupos estão na posição para.
| Fórmula estrutural da orto-Vanilina | Fórmula estrutural da Novovanilina | Fórmula estrutural da Etilvanilina |
| orto-Vanilina                       | Novovanilina                       | Etilvanilina                       |
Seus derivados benzoínas, benzílicos e benzoatos de seu éter são de interesse em farmacologia.
Forma complexos de vanádio tetravalente (com  VO2+) de fórmula [V(IV)O (dsal)2 (H2O)] conhecido com orto-hidroxibenzaldeídos (com dsal = salicilaldeído, orto-vanilina ou novovanilina).